# Drumul european E574

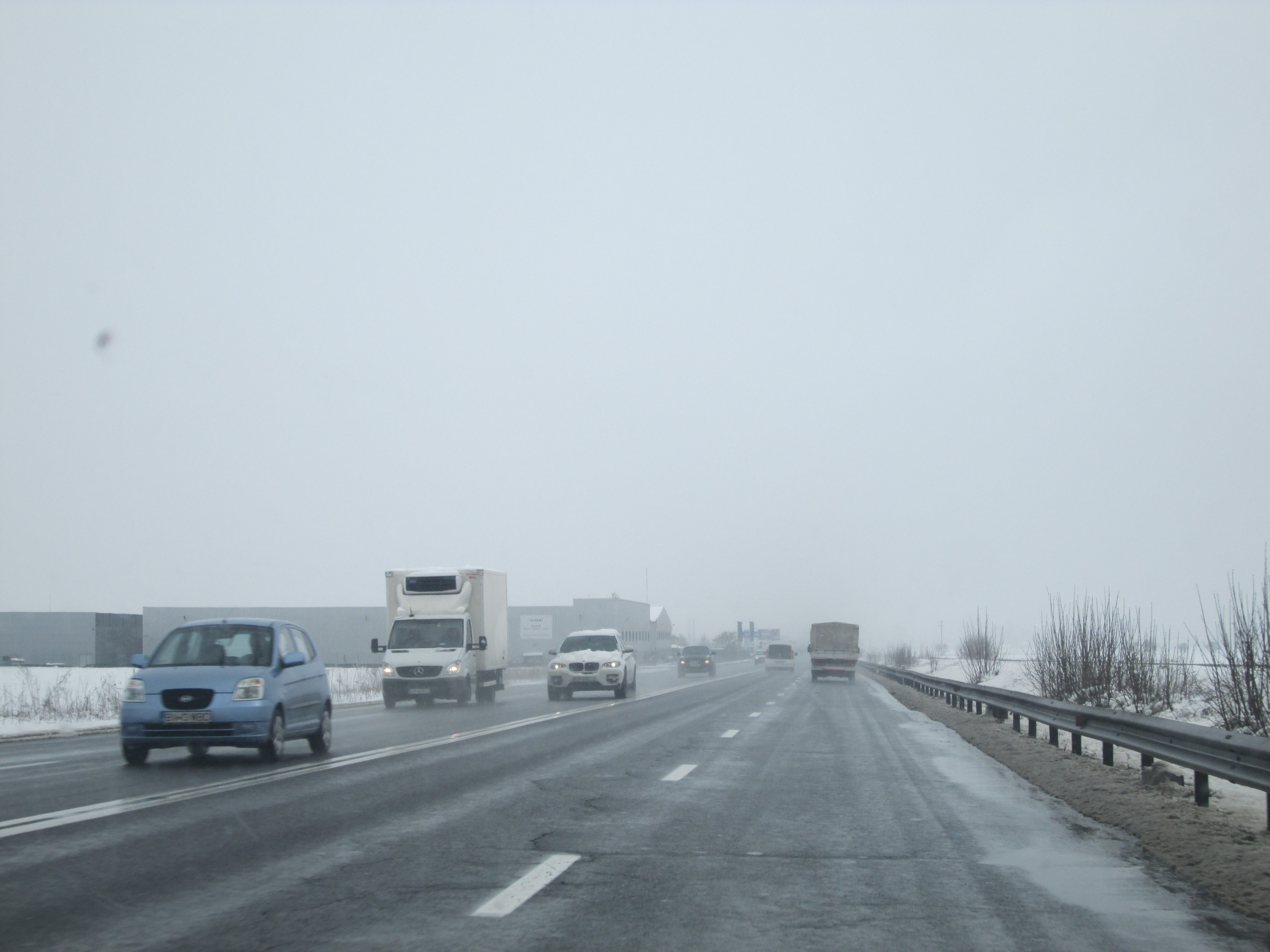
E574/DN73 în apropiere de Brasov

Drumul european E574 este o cale secundară a transporturilor rutiere din Europa, aflată în totalitate în România și care face legătura între: 
- Craiova -
- Slatina-
- Pitești -
- Brașov -
- Târgu Secuiesc -
- Onești -
- Bacău.

Drumul european E574 face parte din zona a 2-a drumurilor europene. Are o distanță de 432 de kilometri. Pe distanța Craiova – Pitești E574 urmeaza ruta drumului național DN65. Între Pitești și Brașov drumul urmează drumul național DN73 iar între Brașov și Bacău, drumul național DN11.